# Maják Anseküla
Maják Anseküla (estonsky Anseküla tuletorn) stojí na poloostrově Sõrve na jihovýchodním pobřeží ostrova Saaremaa ve vesnici Anseküla v obci Salme v kraji Saaremaa v Baltském moři v Estonsku. Je ve správě Estonského úřadu námořní dopravy (Veeteede Amet, EVA), kde je veden pod registračním číslem 932.
Společně s majákem Lõu (číslo 931) vzdáleným 3128 m tvoří dvojici náběžných majáků a navádí lodi v Rižském zálivu.

## Historie
Navigační osvětlení bylo původně na věži kostela v Anseküle, které bylo zničeno v druhé světové válce. V roce 1953 byla postavena 22 m vysoká železobetonová věž s acetylénovým světelným zdrojem 33 m n. m. a dosvitem 10 námořních mil (nm). Charakteristika Fl W 1,5s. V roce 1961 byla věž zvýšena, světlo bylo ve výšce 35 m n. m. V roce 1994 byl maják elektrifikován a instalováno zařízení EM-300 (ЭМ-300). V roce 2004 byla instalována firmou Sabik nová lampa NL-300 a záložní systém. V roce 2006 byla na maják instalována konstrukce s cílem zvýšit výšku světla nad okolní vysoké stromy. V roce 2007 byla nadstavba nahrazena novou s vyšší nosností a konstrukce byla opláštěná. Výška světelného zdroje byla 44 m n. m.

## Popis
Hranolová železobetonová věž vysoká 31 metrů je ukončená ochozem. Světelný zdroj má výšku 2,6 m. Maják je bílý v dolní části, v horní části je černý. V roce 1996 byl maják opraven a bylo nainstalováno nové napájení slunečními panely a větrnou turbínou. V roce 2007 byla věž zvýšena o 8 m a byly instalovány LED lampy.

### Data
Zdroj
- Výška světla 44,1 m n. m.
- Záblesk bílého světla v intervalu 1,5 sekund

| Barva                      | bílá    | Zdroj |
| Charakteristika 0,5+1=1,5s |         | [ 3 ] |
| Azimut                     | 0°–360° | [ 3 ] |
| Výseč                      | 360°    | [ 3 ] |
| Dosvit nm                  | 9       | [ 3 ] |

### Označení
- Admiralty: C3710.1
- ARLHS: EST-020
- NGA: 12680
- EVA 932